# Ilario Di Buò
Ilario Di Buò (* 13. Dezember 1965 in Triest) ist ein ehemaliger italienischer Bogenschütze.
Di Buò trat bei sechs Olympischen Spielen zwischen 1984 in Los Angeles und 2008 in Peking an; nur 1996 war er nicht am Start. Dabei konnte er bei den Einzelkonkurrenzen 1988 in Seoul mit Platz 13 das beste Ergebnis erzielen; mit der Mannschaft gewann er zwei Silbermedaillen. Mit 51 Jahren war er bei den Spielen in Peking der älteste Teilnehmer der italienischen Olympiamannschaft.
Er startete für Centro Universitario Sportivo di Roma.
1990, 1996 und 2000 war Di Buò Europameisterschafts-Zweiter, 2002 Dritter geworden; 2003 wurde er Weltmeister in der Halle.